# Garni-zóna
A Garni-zóna (Egy tiszt és egy úriember címen is futott) (eredeti cím: An Officer and a Gentleman) egy 1982-es amerikai romantikus dráma, amelyet Taylor Hackford rendezett Douglas Day Stewart forgatókönyvéből, a főszerepekben Richard Gere, Debra Winger és Louis Gossett Jr. látható. 

## Cselekmény
|  | Alább a cselekmény részletei következnek! |

A magányos Zack Mayo, egy alkoholista, prostituáltakhoz járó amerikai haditengerészeti altiszt fiaként jelentkezik a Repülőtiszti Jelöltiskolába (AOCS) Fort Rainierben, hogy pilótatiszt legyen.
Megérkezésekor Zack és társai találkoznak Emil Foley tengerészgyalogos főtörzsőrmesterrel, a szigorú, de tisztességes kiképzőtisztjükkel. Foley világossá teszi, hogy a célja, minél több kadét kiszűrése, hogy csak a legtehetségesebbekből válhasson tengerésztiszt. A férfi jelölteket figyelmeztetik a helyi lányokra is, akik tengerészeti pilótákhoz szeretnének férjhez menni. Nem sokkal később Zack és társa, Sid Worley egy tengerészeti táncon megismerkednek két fiatal gyári munkásnővel, Paula Pokrifkivel és Lynette Pomeroy-val. Zack Paulával, míg Sid Lynette-tel randizik. 
Zackot rajtakapják, hogy csempészett egyenruha-kiegészítőket árul társainak, hogy átmenjenek az ellenőrzéseken. Foley szigorú fegyelmezéssel bünteti Zackot egy hétvégi kemény kiképzéssel, hogy lemondásra kényszerítse. Amikor Zack nem adja fel, Foley elbocsátással fenyegeti. Zack összeomlik, és bevallja, hogy nincs más lehetősége a civil életben. Foley enged, és helyette takarítói munkát ad Zacknek. Zack cserébe szétosztja egyenruha-kiegészítőit a többi kadét között, különösen a pénzszűkében lévő szobatársának, Lionel Perrymannek.
Paula anyja és húga el van ragadtatva Zacktől, de mostohaapja ellenséges. Zack megtudja, hogy Paula távollévő biológiai apja egy OC volt, aki elhagyta Paula anyját, amikor terhes lett. Ahogy közeledik a diplomaosztó (amikor az új tiszteket egy másik bázisra helyezik át a kiképzés következő fázisára), Zack szakít Paulával.
Az utolsó akadálypálya-futáson Zack ahelyett, hogy megdöntené a bázis pályacsúcsát, megáll, hogy bátorítsa csapattársát, Casey Seegert, hogy fejezze be a futást, így ő is lediplomázhat. Eközben Lynette elmondja Sidnek, hogy valószínüleg terhes. Egy súlyos pánikroham után egy nagymagasságú szimuláció során egy nyomáskamrában, Sid kilép a programból és megkéri Lynette kezét. Lynette el van ragadtatva, amíg Sid be nem vallja, hogy kilépett. Elmondja neki, hogy a terhesség téves riasztás volt. Sid továbbra is házasodni akar, és visszaköltözni Oklahomába. A megdöbbent Lynnette elutasítja Sidet, mondván, hogy tengerészeti pilótához akar férjhez menni, és külföldön akar élni. Az összetört Sid elmegy. Zack és Paula nem sokkal később megérkeznek, Sidet keresve. Zack azzal vádolja Lynette-et, hogy csak behazudta a terhességet, amit ő tagad.
Zack és Paula egy motelben találják Sidet, ahol felakasztotta magát. Önmagát hibáztatva Zack visszamegy a bázisra, azzal a szándékkal, hogy maga is kilép. Foley dühösen elutasítja Zack lemondását, és kihívja őt, hogy harcművészeti küzdelemben rendezzék a nézeteltéréseket. Zack több ütést is bevisz a meglepett Foleynek, aki ezután harcképtelenné teszi őt. 
Zack befejezi a kiképzést, és felavatják tisztnek. Zack meglepi Paulát a munkahelyén. Megölelik egymást, és Zack kiviszi őt kollégái tapsa közepette.
|  | Itt a vége a cselekmény részletezésének! |

## Szereplők
| Szerep               | Színész           | 1. Magyar szinkron (1991) | 2. Magyar szinkron (1994) | 3. Magyar szinkron (2002) |
| -------------------- | ----------------- | ------------------------- | ------------------------- | ------------------------- |
| Zack Mayo            | Richard Gere      | Dörner György             | Rátóti Zoltán             | Széles Tamás              |
| Paula Pokrifki       | Debra Winger      | Györgyi Anna              | Györgyi Anna              | Varga Zsuzsa              |
| Sid Worley           | David Keith       | Máté Gábor                | Forgács Péter             | Kálloy Molnár Péter       |
| Byron Mayo           | Robert Loggia     | Gruber Hugó               | Tordy Géza                | Papp János                |
| Lynette Pomeroy      | Lisa Blount       | Kiss Erika                | Földesi Judit             | n.a                       |
| Casey Seeger         | Lisa Eilbacher    | Simorjay Emese            | Ábrahám Edit              | n.a                       |
| Emil Foley őrmester  | Louis Gossett Jr. | Rajhona Ádám              | Dörner György             | Rosta Sándor              |
| Emiliano Della Serra | Tony Plana        | Kerekes József            | Selmeczi Roland           | Fekete Zoltán             |
| Perryman             | Harold Sylvester  | Gesztesi Károly           | Kerekes József            | Szűcs Sándor              |
| Topper Daniels       | David Caruso      | Ifj. Jászai László        | Haás Vander Péter         | n.a                       |
| Joe Pokrifki         | Victor French     | Hollósi Frigyes           | Dengyel Iván              | Végh Ferenc               |
| Esther Pokrifki      | Grace Zabriskie   | Földessy Margit           | Pap Éva                   | Csere Ágnes               |

## Forgatás
A forgatás 1981. április 20-án kezdődött és ugyanezen év júliusában fejeződött be.

## Bevétel
A Garni-zóna óriási kasszasiker volt, és 1982 harmadik legtöbbet termelő filmje lett az E. T., a földönkívüli és a Aranyoskám után. Nyitóhétvégéjén 3 304 679 dollárt, az amerikai és kanadai mozikban összesen 130 millió dollárt hozott. Becslések szerint 44 millió jegyet adtak el az USA-ban és Kanadában. Nemzetközi szinten 60 millió dollárt termelt, így világszerte 190 millió dollárra rúgott a bevétele.

## Kritikai visszhang
A Garni-zónát jól fogadták a kritikusok, és széles körben az 1982-es év egyik legjobb filmjének tartják. A Rotten Tomatoes kritikagyűjtő weboldalon a film 79%-os tetszési indexet kapott 34 értékelés alapján, átlagosan 7,6/10-es pontszámmal.

## Díjak és jelölések
| Award                 | Category                             | Nominee(s)                                                                                 | Result   | Ref.  |
| --------------------- | ------------------------------------ | ------------------------------------------------------------------------------------------ | -------- | ----- |
| 55. Oscar-gála        | Legjobb női főszereplő               | Debra Winger                                                                               | Jelölve  | [ 5 ] |
| 55. Oscar-gála        | Legjobb férfi mellékszereplő         | Louis Gossett Jr.                                                                          | Elnyerte | [ 5 ] |
| 55. Oscar-gála        | Legjobb eredeti forgatókönyv         | Douglas Day Stewart                                                                        | Jelölve  | [ 5 ] |
| 55. Oscar-gála        | Legjobb vágás                        | Peter Zinner                                                                               | Jelölve  | [ 5 ] |
| 55. Oscar-gála        | Legjobb eredeti filmzene             | Jack Nitzsche                                                                              | Jelölve  | [ 5 ] |
| 55. Oscar-gála        | Legjobb eredeti dal                  | "Up Where We Belong" Előadó: Jack Nitzsche és Buffy Sainte-Marie; Dalszöveg:Will Jennings  | Elnyerte | [ 5 ] |
| 37. BAFTA-gála        | Legjobb filmzene                     | Jack Nitzsche                                                                              | Jelölve  | [ 6 ] |
| 37. BAFTA-gála        | Legjobb filmhez írt eredeti dal      | "Up Where We Belong" Előadó: Jack Nitzsche és Buffy Sainte-Marie; Dalszöveg: Will Jennings | Elnyerte | [ 6 ] |
| 40. Golden Globe-gála | Legjobb filmdráma                    | Legjobb filmdráma                                                                          | Jelölve  | [ 7 ] |
| 40. Golden Globe-gála | Legjobb férfi főszereplő – filmdráma | Richard Gere                                                                               | Jelölve  | [ 7 ] |
| 40. Golden Globe-gála | Legjobb női főszereplő – filmdráma   | Debra Winger                                                                               | Jelölve  | [ 7 ] |
| 40. Golden Globe-gála | Legjobb férfi mellékszereplő         | Louis Gossett Jr.                                                                          | Elnyerte | [ 7 ] |
| 40. Golden Globe-gála | Legjobb férfi mellékszereplő         | David Keith                                                                                | Jelölve  | [ 7 ] |
| 40. Golden Globe-gála | Legjobb eredeti filmbetétdal         | "Up Where We Belong" Előadó: Jack Nitzsche és Buffy Sainte-Marie; Dalszöveg: Will Jennings | Elnyerte | [ 7 ] |
| 40. Golden Globe-gála | Az év színész felfedezettje          | David Keith                                                                                | Jelölve  | [ 7 ] |
| 40. Golden Globe-gála | Az év színésznő felfedezettje        | Lisa Blount                                                                                | Jelölve  | [ 7 ] |

## Fordítás
- Ez a szócikk részben vagy egészben  az   An Officer and a Gentleman című angol Wikipédia-szócikk fordításán alapul.  Az eredeti cikk szerkesztőit annak laptörténete sorolja fel. Ez a jelzés csupán a megfogalmazás eredetét és a szerzői jogokat jelzi, nem szolgál a cikkben szereplő információk forrásmegjelöléseként.